# Arsenjew
Arsenjew (russisch Арсе́ньев) ist eine Stadt mit 47.937 Einwohnern (Stand 1. Oktober 2021) in der Region Primorje im Fernen Osten Russlands.

## Geographie

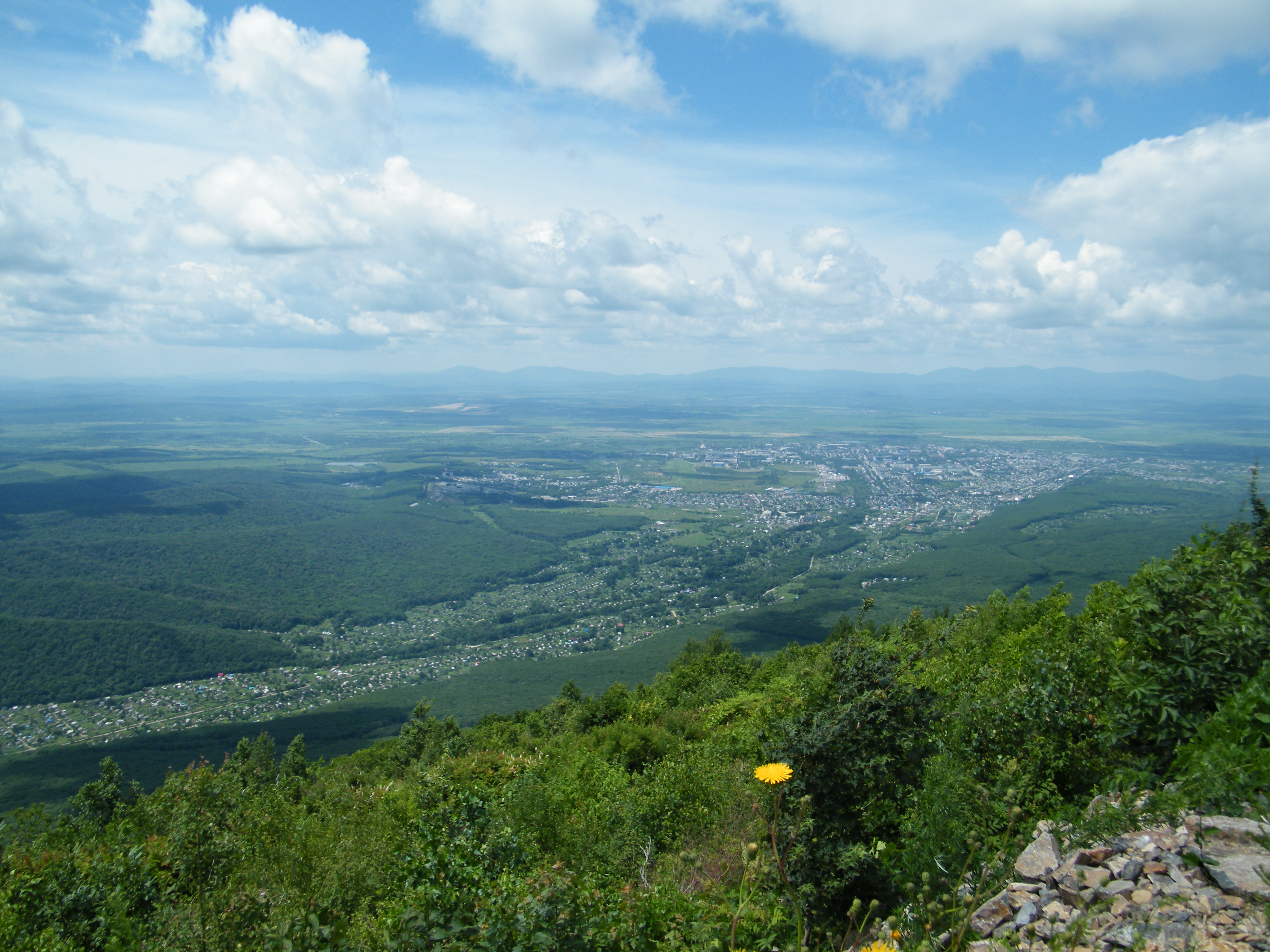
Blick auf Arsenjew von Berg Obsornaja („Aussichtsberg“)

Arsenjew liegt an der Arsenjewka, einem Nebenfluss des Ussuri, etwa 300 km nordöstlich der Metropole Wladiwostok und 60 km südöstlich der nächstgelegenen Stadt Spassk-Dalni.

## Geschichte
1902 wurde von russischen Siedlern auf dem heutigen Stadtgebiet das Dorf Semjonowka (Семёновка) gegründet. 1938 vereinigte sich Semjonowka mit angrenzenden Dörfern zu einer sogenannten Arbeitersiedlung, die im Jahr 1952 den Stadtstatus erhielt. Zugleich wurde der Ort zu Ehren des russischen Ethnologen und Geographen Wladimir Arsenjew (1872–1930) in Arsenjew umbenannt. Der Wissenschaftler hatte die Region auf seinen Forschungsreisen erschlossen. 1972 wurde auch der vormals Daubiche heißende Fluss, der durch die Stadt fließt, in Arsenjewka umbenannt.

### Bevölkerungsentwicklung
| Jahr | Einwohner |
| ---- | --------- |
| 1939 | 10.746    |
| 1959 | 26.308    |
| 1970 | 47.273    |
| 1979 | 60.097    |
| 1989 | 70.032    |
| 2002 | 62.896    |
| 2010 | 56.750    |
| 2021 | 47.937    |

Anmerkung: Volkszählungsdaten

## Wirtschaft und Infrastruktur
Arsenjew gilt als wichtiger Industriestandort mit der Hubschrauberfabrik Progress (Hersteller u. a. der Modelle Mil Mi-34, Kamow Ka-50, Kamow Ka-52) und mit Betrieben des Maschinenbaus, der Holz- und der Nahrungsmittelherstellung.
Die Stadt beherbergt eine Filiale der Fernöstlichen Staatlichen Akademie für Ökonomie und Verwaltung sowie eine Filiale der Fernöstlichen Staatlichen Technischen Universität. Es besteht eine Regionalstraßenverbindung sowie eine Eisenbahnverbindung nach Wladiwostok über Ussurijsk.